# 스기야마 고타
스기야마 고타(일본어: 杉山 浩太, 1985년 1월 24일 ~ )는 일본의 전 축구 선수이다.

## 구단 경력
그는 2003년부터 2017년까지 J리그의 시미즈 에스펄스, 가시와 레이솔에서 활동하였다.

## 국가대표팀 경력
그는 2001년 FIFA U-17 세계 축구 선수권 대회에 참가할 일본 U-17 국가대표팀에 선발되었으나 경기에 출전하지는 못하였다.